# Holland Park Avenue
Holland Park Avenue est une rue de la ville de Londres, Royaume-Uni.

## Situation et accès
Longue d’environ 1 km 100, cette avenue relie Notting Hill Gate au rond-point de Holland Park. Elle marque la limite nord du quartier de Holland Park .
Trois stations de métro se trouvent sur son parcours : Notting Hill Gate à l’est, desservie par les lignes  Central  Circle  District, Holland Park à mi-chemin et Shepherd's Bush à l’ouest, où circulent les trains de la ligne  Central.

## Origine du nom

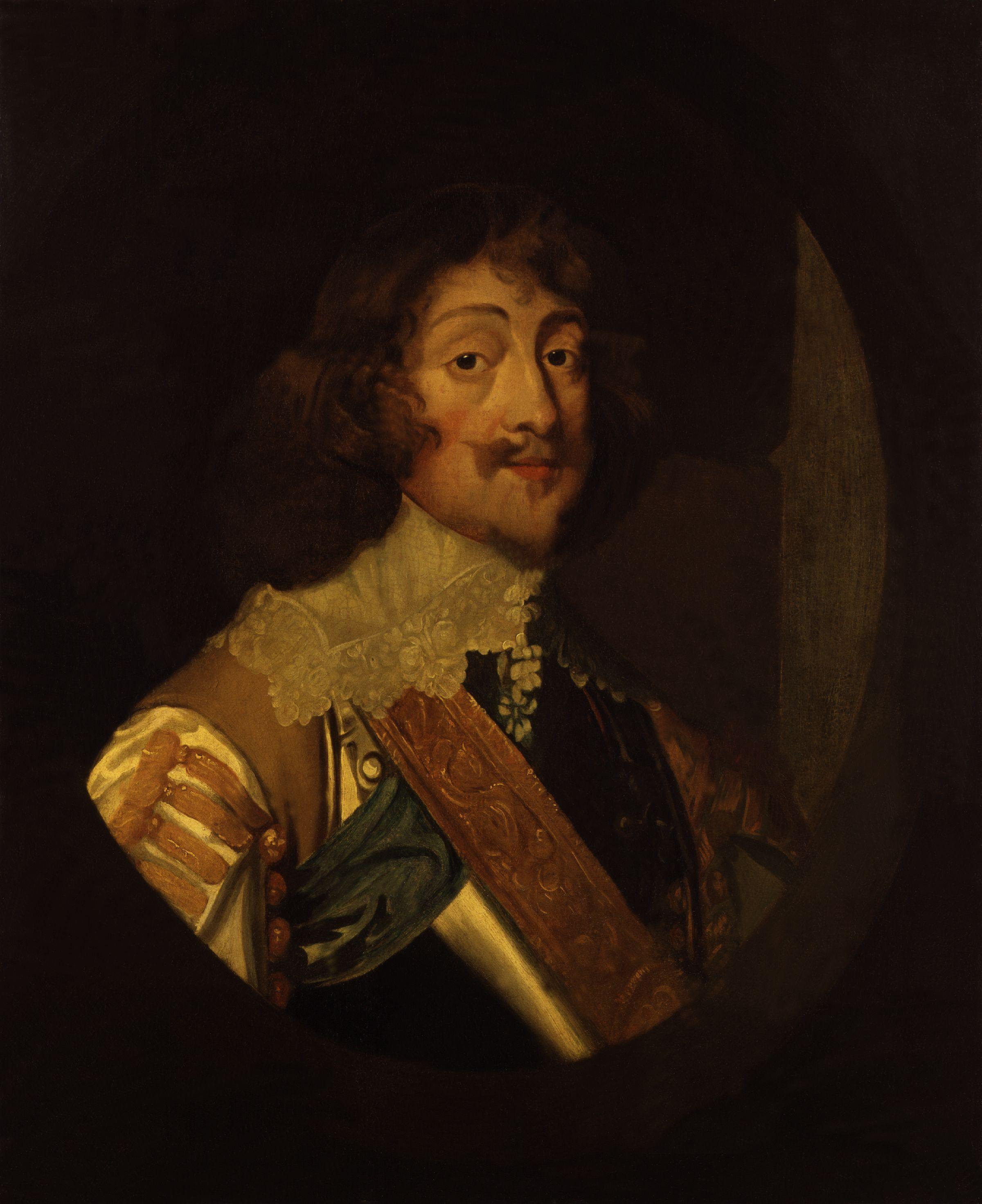
Portrait d’Henry Rich, 1er comte de Holland, par van Dyck, c. 1640.

Le nom du quartier évoque la mémoire des comtes de Holland, dans le Lincolnshire, propriétaires des terres à partir du XVIIe siècle.

## Bâtiments remarquables et lieux de mémoire

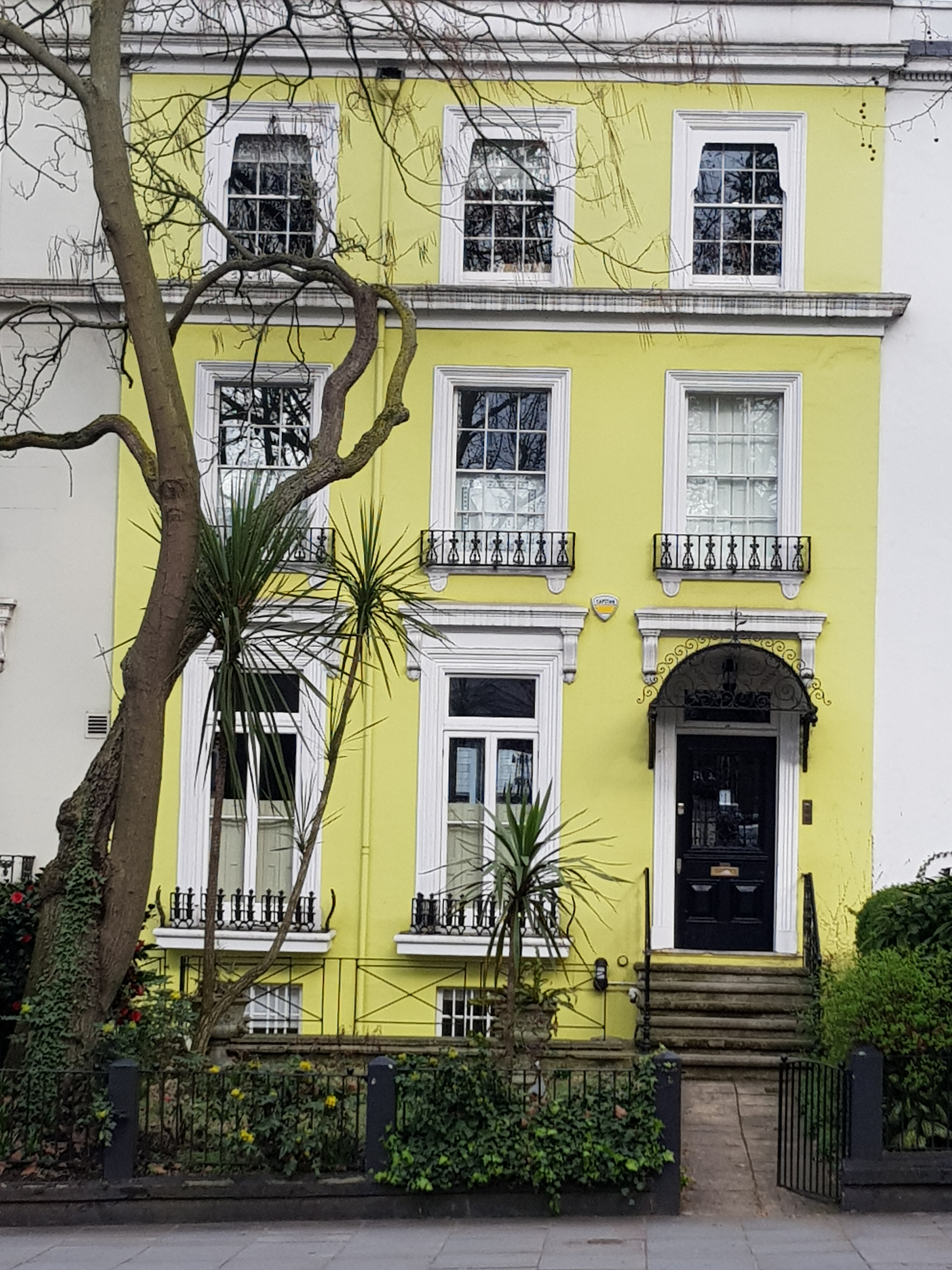
Maison donnant sur Holland Park Avenue.

- The Royal Crescent (1839), ensemble résidentiel situé au nord de l'avenue.
- No 58 : la romancière P.D. James a vécu à cette adresse de 1984 à 2012, comme l'indique un macaron en façade.
- No 131 : ambassade du Turkménistan.